# جواز سفر مقدوني
يصدر جواز السفر المقدوني الشمالي لمواطني جمهورية مقدونيا لغرض السفر الدولي. الجهة المسؤولة عن إصداره هي وزارة الداخلية المقدونية. صلاحية الجواز السفر هي 5 سنوات للأشخاص الذين تقل أعمارهم عن 27 عاما، و 10 سنوات بالنسبة للأشخاص تزيد أعمارهم عن 27 عاما. صلاحية الجواز السفر للأطفال من سن أربع سنوات إلى عامين.

## التاريخ
عندما كانت مقدونيا جمهورية مكونة ليوغوسلافيا (1945-1991)، كان يسافر مواطنها بجوازات سفر يوغوسلافية. في ظل النظام الفيدرالي اليوغوسلافي، كان لكل جمهورية جوازلسفر خاص بها؛ طبعت جوازات السفر اليوغوسلافية الصادرة في جمهورية مقدونيا باللغتين المقدونية والفرنسية وليس باللغة الصربية الكرواتية.
بعد أن أنهت اتفاقية بريسبا التي دخلت حيز التنفيذ في فبراير 2019 نزاع التسمية مع اليونان، ختمت جوازات السفر بالاسم الجديد للبلاد كإجراء مؤقت قبل إصدار جوازات سفر جديدة. وطبعت جملة جواز السفر هذا ملك لجمهورية مقدونيا الشمالية باللغات الإنجليزية والفرنسية والمقدونية. بدأت السلطات في إصدار جوازات السفر بالاسم الجديد للبلد اعتبارًا من 1 يوليو 2021 (مؤجل من سبتمبر 2020). ستظل جوازات السفر ذات الأسماء القديمة صالحة حتى 12 فبراير 2024.

## متطلبات التأشيرة
اعتبارًا من يناير 2022 كان لدى مواطني مقدونيا إمكانية دخول 125 دولة وإقليم بدون تأشيرة أو تأشيرة عند الوصول، مما جعل جواز سفر مقدونيا الشمالية يحتل المرتبة 42 من حيث حرية السفر وفقًا مؤشر هينلي لجوازات السفر.

## المراجع

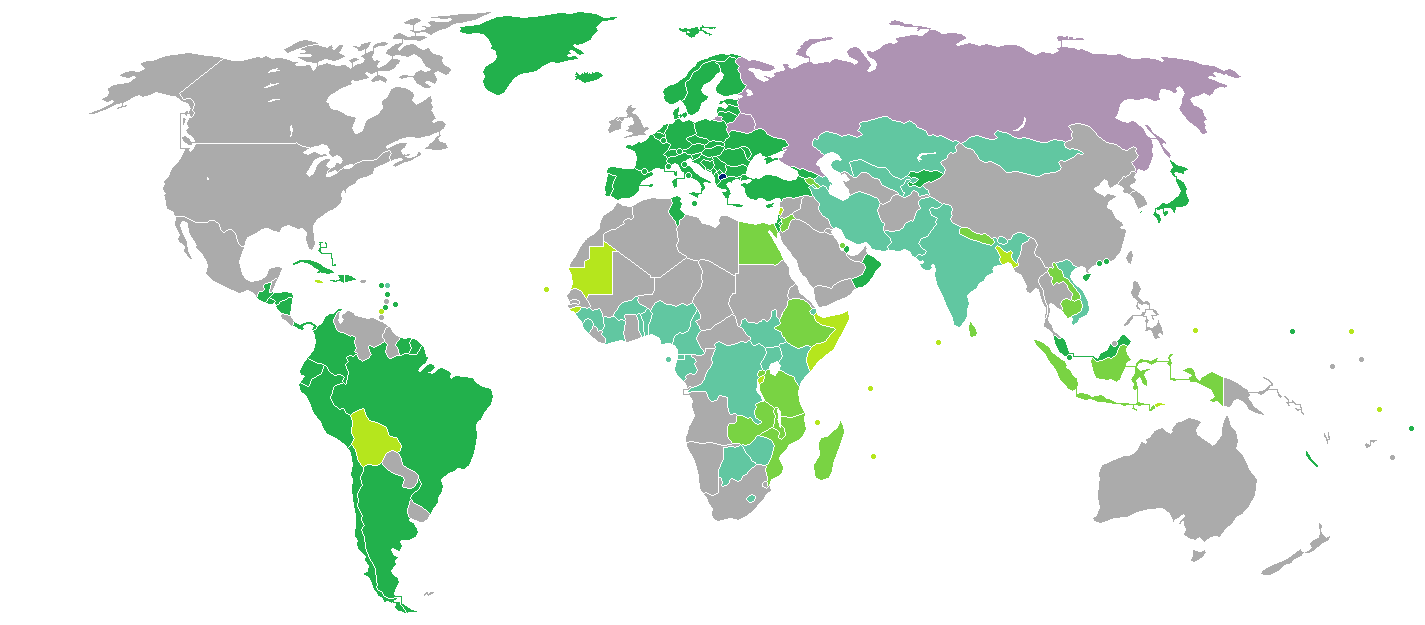
البلدان والأقاليم التي لا تفرض تأشيرة أو تطلب تأشيرة دخول عند الوصول للجهة، لحاملي جواز سفر مقدوني.

## روابط خارجية
- صور من جواز سفر مقدوني عام 1994
- جمهورية مقدونيا، وزارة الشؤون الخارجية، نظام خدمات تأشيرة القنصلية
- دلتا فيزا ومعلومات جواز السفر
- جمهورية مقدونيا، وزارة الإدارة الداخلية، قانون وثائق السفر والجوازات (باللغة المقدونية)
- جمهورية مقدونيا، وزارة الإدارة الداخلية، استمارة طلب جواز السفر (باللغة المقدونية)
- جمهورية مقدونيا، وزارة الإدارة الداخلية، إجراءات إصدار الجوازات السفر (باللغة المقدونية) نسخة محفوظة 4 أبريل 2008 على موقع واي باك مشين.